# Căile Ferate Române

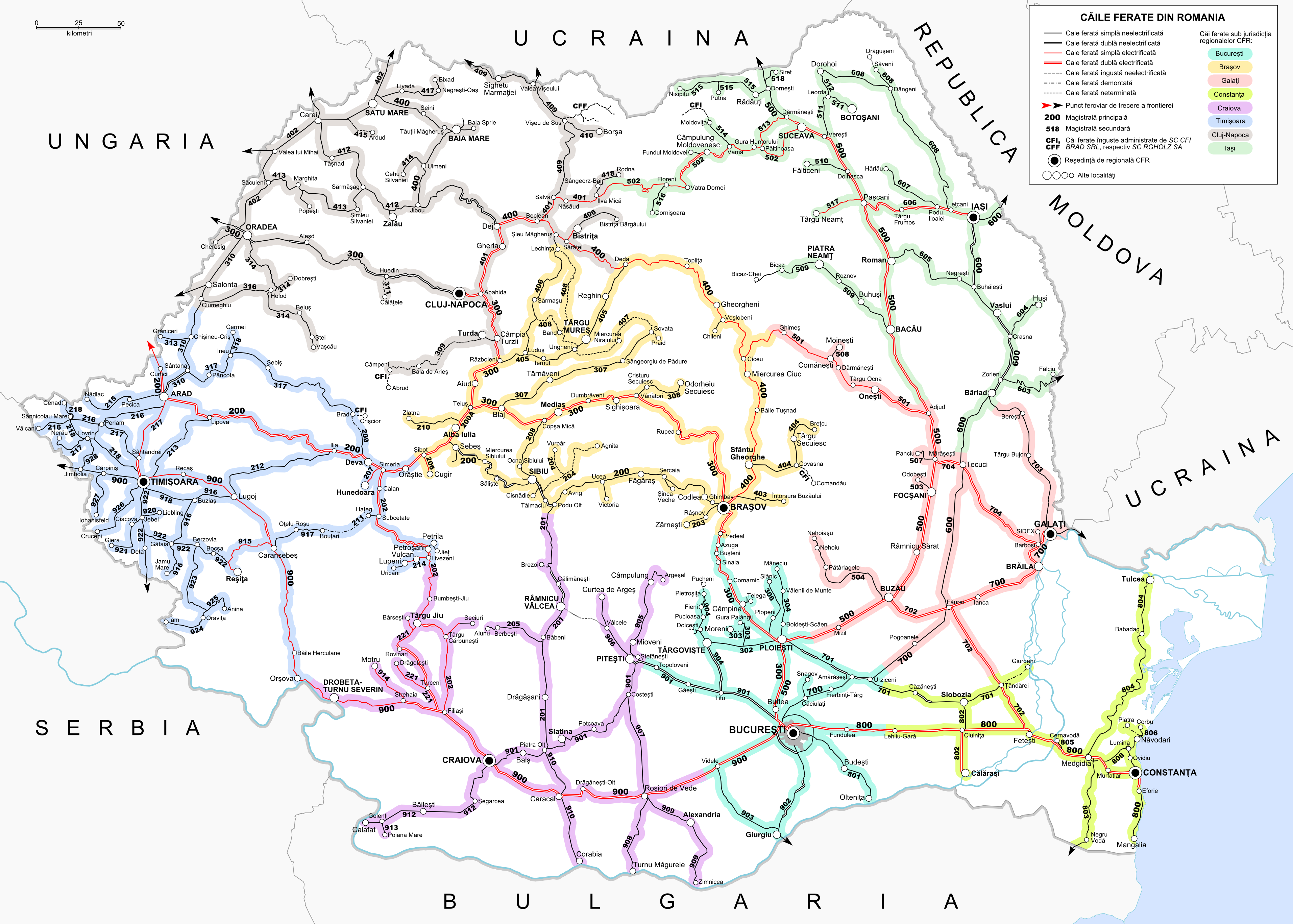
Mappa della rete

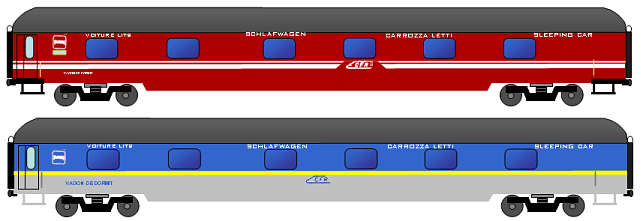
Vetture letto ex-DB WLABmh nella vecchia (rosso) e nuova livrea (azzurro-grigio) CRF călători

Căile Ferate Române, abbreviato CFR, sono le ferrovie romene.
La rete è estesa per 11.300 km così ripartiti:
- 10893 km a scartamento ordinario di cui 3971 km elettrificati a 25 kV 50 Hz.
- 45 km a scartamento largo (1524mm), non elettrificati.
- 427 km a scartamento ridotto (760mm), non elettrificati.

La società è oggi divisa in quattro settori autonomi:
- CFR Călători: responsabile del traffico passeggeri.
- CFR Marfă: responsabile del traffico merci.
- CFR Infrastructură: responsabile delle infrastrutture.
- SFT Societatea Feroviară de Turism: responsabile del turismo ferroviario.

## Storia

### Secolo XIX
La prima tratta ferroviaria in Romania venne inaugurata il 20 ottobre 1854 tra Oravița e Baziaș, un villaggio appartenente al comune di Socol dove è presente un porto sul Danubio. La linea era lunga 62,5 km e serviva al trasporto di carbone ed era gestita dalle ferrovie austriache (la Transilvania apparteneva all'epoca all'Impero Austro Ungarico). Il 1º novembre 1856 fu aperta al traffico passeggeri. Il Regno di Romania fece costruire dalla compagnia inglese John Trevor-Barkley nel decennio successivo la Bucarest - Giurgiu che, inaugurata nel 1869, fu la prima ferrovia costruita dal regno. Nel 1866 il parlamento rumeno approvò la costruzione di 915 km di strada ferrata che univa l'ovest del paese (Vârciorova, nel distretto di Caraș-Severin alla parte orientale (Tecuci) per una spesa di 270.000 franchi oro al km e la costruzione venne affidata all'impresa tedesca Strousberg. La società Căile Ferate Române fu fondata il 1º aprile 1880 per gestire questa linea nel frattempo terminata.

### 1900-1945
Alla fine della prima guerra mondiale diversi territori si unirono al Regno di Romania per formare la Grande Romania. Tutte le ferrovie lì costruite dagli austriaci e dai russi fecero ora parte della CFR. Di particolare importanza fu l'annessione della fabbrica di vagoni e locomotive ad Arad. In questi anni vennero raddoppiate diverse linee per migliorare il traffico, tra le quali:
- Bucarest - Ploiești (1891-1909)
- Ploiești - Câmpina (1910-1912)
- Costanza - Cernavodă (1931)
- Adjud - Tecuci (1933)
- Teiuș - Apahida (1938-1940)
- Câmpina - Brașov (1938-1941)
- Buzău - Mărășești (1940-1942)

### 1945-1989 Periodo comunista
Con l'avvento del comunismo gli investimenti crebbero in maniera considerevole, essendo le ferrovie considerate prioritarie per lo sviluppo industriale sia da Gheorghe Gheorghiu-Dej che da Nicolae Ceaușescu. Il treno divenne il simbolo del rapido sviluppo economico e tecnologico del paese.
Vennero elettrificate e raddoppiate le principali linee e continuò la costruzione di nuove linee nelle zone rurali. La prima linea ad essere elettrificata fu la Bucharest-Brasov, già all'epoca molto utilizzata dai cittadini e per il trasporto merci. I lavori iniziarono nel febbraio del 1955 e terminarono nel febbraio del 1969.
Verso la fine degli anni 60 vennero eliminate le ultime locomotive a vapore, sostituite da locomotori elettrici e diesel costruite nella fabbrica Astra Vagoane Arad

### Storia recente
Dopo la caduta del regime comunista, la società si trovò a gestire una delle ferrovie più trafficate e dense d'Europa con una infrastruttura relativamente vetusta. A seguito della crisi economica agli inizi degli anni novanta, diverse linee periferiche vennero dismesse e parte del materiale rotabile costruito negli anni 70 entrò in officina per riparazione.
Nel 1998 la società venne divisa in quattro divisioni separate e la compagnia prese il nome Compania Națională de Căi Ferate. I miglioramenti dei conti economici permisero maggiori investimenti.
Al 2011, il 15% della proprietà è stata ceduta dal Ministero dei Trasporti a delle società private. Alcune tratte vengono comunque considerate non interrompibili dallo Stato Rumeno, e quindi non affidabili alla gestione privata.

## Tipologie di treni
- EC: Eurocity treno di qualità con supplemento in servizio internazionale.
- EN: Euronight treno di qualità con supplemento in servizio internazionale notturno.
- IC: Intercity treno di qualità con supplemento in servizio nazionale diurno. Rispetto alla media europea, gli IC in Romania effettuano fermate meno frequenti (velocità media 87 km/h).
- IR: tren inter-regio treno rapido in servizio nazionale ed internazionale, diurno o notturno (velocità media 85 km/h).
- R: tren regio treno locale di 1ª-2ª classe, con percorrenze anche medio-lunghe (oltre 200 km), spesso effettuato con vetture a due piani (velocità media 34.3 km/h).

## Altri operatori ferroviari in Romania
- CCCF CCCF S.A.
- CC 33 ICIM Cai Ferate 33 Intreprinderea Constructii Industriale si Montaj
- CF Clasfer
- CTF Compania de Transport Feroviar
- CTV Cargo Trans Vagon
- FK Feroviar Keolis (former R.C-C.F Trans)
- GFR Grup Feroviar Roman
- LCR Logistics Center Romania
- MIS M.I.S. Grup Transport Feroviar
- RPL Rompetrol Logistics
- SEFER
- SI Servtrans Invest SA
- ST Softrans
- UT SC Unifertrans SA

## Materiale rotabile

### Locomotori
La maggior parte dei locomotori sono costruiti dalla Electroputere di Craiova (conosciuti come tipo EA) e dalla Rade Končar di Zagabria (conosciuti come tipo EC). Sono costruiti per lo scartamento normale (1435 mm) e funzionano a 25 kV 50 Hz.
Attualmente la società possiede 933 locomotori costruiti dalla Electroputere (classe 40,41,42) e 133 costruiti dalla Končar (classe 43,44,46).
| Nome      | Costruttore | Specifiche e note | Velocità massima                                  | Anno costruzione |
| --------- | --- | --- | ------------------------------------------------- | ---------------- |
| Classe 40 | Electroputere | 5100 kW or 6600 kW (Softronic Phoenix passenger) rodiggio Co'Co' | 120 km/h e 160 km/h (Softronic Phoenix passenger) | 1965–1991        |
| Classe 41 | Electroputere | 5100 kW rodiggio Co'Co' | 160 km/h                                          | 1966–1991        |
| Classe 42 | Electroputere | 5100 kW ridoggio Co'Co'. 1 esemplare costruito per test di velocità. | 200 km/h                                          | 1977             |
| Classe 43 | Končar | 3400 kW rodiggio Bo'Bo' | 120 km/h                                          | 1973–1984        |
| Classe 44 | Končar | 3400 kW rodiggio Bo'Bo' | 160 km/h                                          | 1973–1984        |
| Classe 45 | Electroputere - Siemens Mobility                                                                                                  | 5100 kW ridoggio Co'Co'. Ristrutturazione della classe 41, con nuove livree, sistema di controllo e impianto frenante. Prima locomotiva CFR ad usare sistema di controllo computerizzata. Attualmente 24 in servizio, con 20 convertite dalla classe 41. | 160 km/h                                          | 1999–2000        |
| Classe 46 | Končar and Softronic | 3840 kW rodiggio Bo'Bo'. Rinnovamento della classe 43 e 44 | 160 km/h                                          | 1999–2001        |
| Classe 47 | Electroputere - Softronic (sottoclasse 476 and 477 - "Delfin", e 478 - Softronic Phoenix freight) o Promat (sottoclasse 470, 474) | 6600 kW rodiggio Co'Co'. Modernizzate dalla Classe 40 e 41 per carichi pesanti. Solo uno è di proprietà della CFR Călători; gli altri appartengono ad altri operatori del trasporto merce, compreso CFR Marfă.                                           | 120 km/h; 160 km/h (subclass 476)                 | 2006–presente    |
| Classe 48 | Softronic | 8200 kW rodiggio Co'Co'. Nuova costruzione della locomotiva Softronic Transmontana | 160 km/                                           | 2010–presente    |

## Treni internazionali
| Treno            | Classificazione | Percorso (a/r e viceversa)                | Significato del nome                        |
| ---------------- | --------------- | ----------------------------------------- | ------------------------------------------- |
| Traianus         | Intercity       | Timișoara-Budapest Keleti pu.             | Imperatore romano conquistatore della Dacia |
| București        | Rapid           | Bucarest-Beograd                          | Bucarest in lingua romena                   |
| Dacia            | Rapid           | Bucarest-Vienna Westbahnhof               | Regione geografica della Romania            |
| Ovidius          | Rapid           | Costanza-Budapest Keleti pu.              | poeta latino morto a Costanza               |
| Szamos           | Rapid           | Satu Mare-Budapest Nyugati pu.            | fiume                                       |
| Mureș/Maros      | Rapid           | Târgu Mures-Budapest Keleti pu.           | fiume                                       |
| Ady Endre        | Rapid           | Cluj Napoca-Budapest Keleti pu.           | poeta ungherese                             |
| Ister            | Euronight       | Bucarest-Budapest Keleti pu.              | fiume                                       |
| Pannonia-Express | Rapid           | Bucarest-Praha Hl. n.                     | regione geografica della Romania            |
| Bălgaria-Express | Rapid           | Sofia-Bucarest-Kiev-Mosca                 | Bulgaria Express in romeno                  |
| Corona           | Rapid           | Bucarest-Budapest Nyugati pu              | nome latino di Brașov                       |
| Transbalkan      | Rapid           | Thessaloniki-Bucarest-Budapest Keleti pu. | descrive l'itinerario                       |
| Bosphor          | Rapid           | Bucarest Nord-Istanbul                    | regione geografica della Turchia            |
| Prietenia        | Rapid           | Bucarest-Chisinau                         | amicizia in romeno                          |

## Treni nazionali
| Treno             | Classificazione | Percorso (a/r e viceversa) | Significato del nome                                  |
| ----------------- | --------------- | -------------------------- | ----------------------------------------------------- |
| Marea Neagra      | Intercity       | Bucarest Nord-Costanza     | Mar Nero                                              |
| Aurel Vlaicu      | Intercity       | Bucarest Nord-Arad         | ingegnere, costruttore di aeroplani e pilota          |
| Mihai Viteazu     | Intercity       | Bucarest Nord-Cluj Napoca  | principe di Transilvania, Valacchia e Moldavia        |
| Mihai Eminescu    | Intercity       | Bucarest Nord-Iasi         | poeta tardo-romantico rumeno                          |
| Timișoara 89      | Intercity       | Bucarest Nord-Timișoara    | Insurrezione di Timișoara dicembre 1989               |
| Banat             | Intercity       | Bucarest Nord-Timișoara    | una regione storico-geografica della Romania          |
| Decebal           | rapid           | Mangalia-Deva              | sovrano della Dacia                                   |
| Avram Iancu       | rapid           | Bucarest-Oradea            | politico romeno attivo nei moti del 1848              |
| Ștefan cel Mare   | rapid           | Bucarest-Suceava           | Voivoda (principe) di Moldavia (1457-1504)            |
| Alexandru cel Bun | rapid           | Bucarest-Suceava           | principe di Moldavia tra il 1400 e il 1432            |
| Dimitrie Cantemir | rapid           | Bucarest-Iasi              | voivoda di Moldavia filosofo e letterato              |
| Săgeata Albastră  | rapid           | Bucarest-Brașov            | Freccia Azzurra nome storico di automotrice delle CFR |